# Tour de Corse 1982
Le Tour de Corse 1982 (26e Tour de Corse), disputé du 6 au 8 mai 1982, est la cent-quatrième manche du championnat du monde des rallyes (WRC) courue depuis 1973, et la cinquième manche du championnat du monde des rallyes 1982.

## Contexte avant la course

### Le championnat du monde

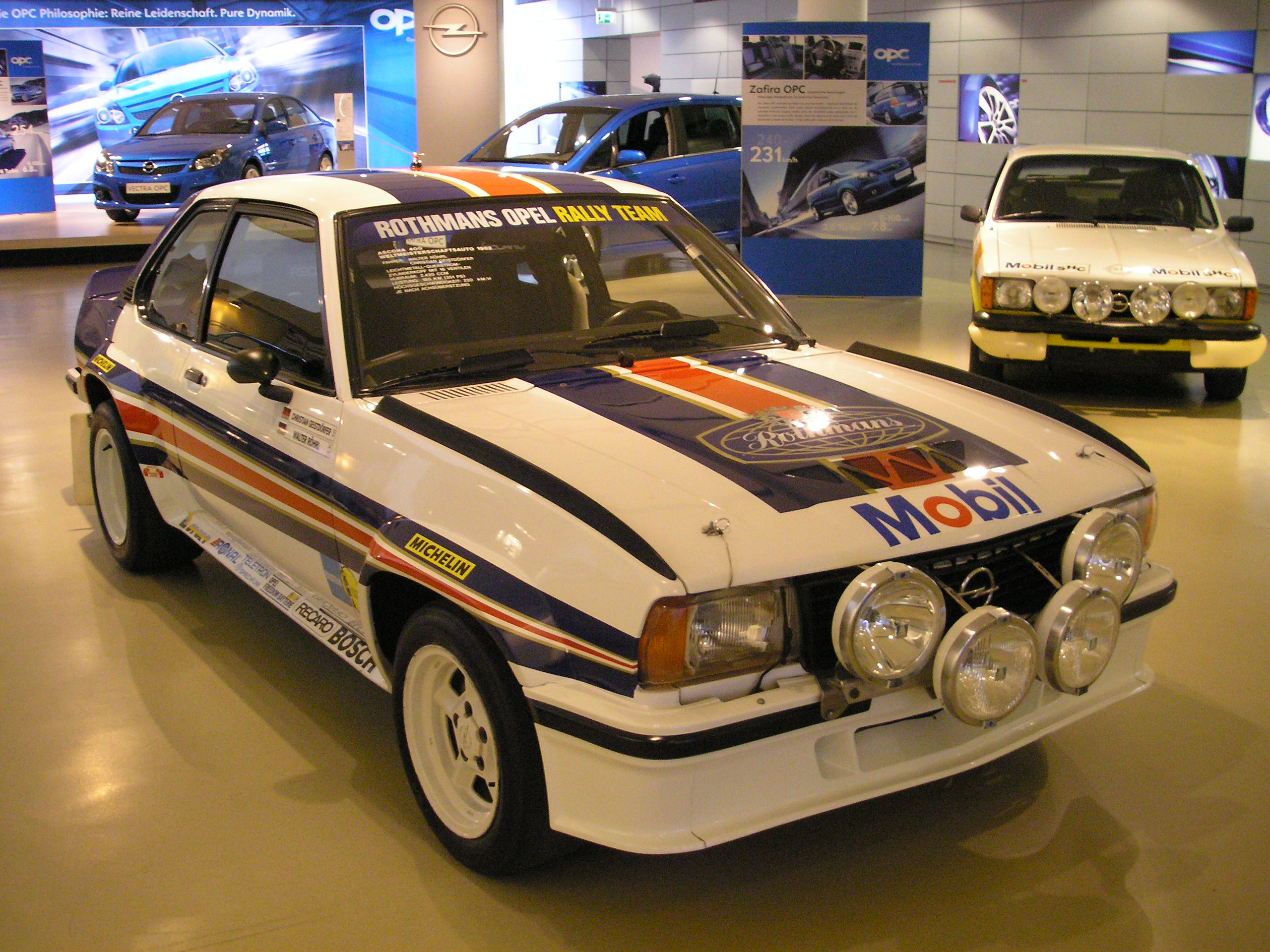
Une Opel Ascona 400 groupe 4 semblable à celle de Walter Röhrl, en tête du championnat du monde.

Ayant succédé en 1973 au championnat international des marques (en vigueur de 1970 à 1972), le championnat du monde des rallyes se dispute sur un maximum de treize manches, comprenant les plus célèbres épreuves routières internationales, telles le Rallye Monte-Carlo, le Safari ou le RAC Rally. Depuis 1979, le championnat des constructeurs a été doublé d'un championnat pilotes, ce dernier remplaçant l'éphémère Coupe des conducteurs, organisée à seulement deux reprises en 1977 et 1978. Si le calendrier 1982 intègre treize manches pour l'attribution du titre de champion du monde des pilotes, seules onze d'entre elles sont sélectives pour le championnat des marques, le Rallye de Suède et le Rallye de Côte d'Ivoire en étant exclus.
1982 marque l'introduction de la nouvelle réglementation en matière d’homologation des voitures de rallye, avec les catégories suivantes :
- Groupe N : voitures de grande production de série, ayant au minimum quatre places, fabriquées à au moins 5000 exemplaires en douze mois consécutifs ; modifications très limitées par rapport au modèle de série (bougies, amortisseurs).
- Groupe A : voitures de tourisme de grande production, fabriquées à au moins 5000 exemplaires en douze mois consécutifs, avec possibilité de modifications des pièces d'origine ; poids minimum fonction de la cylindrée.
- Groupe B : voitures de grand tourisme, fabriquées à au moins 200 exemplaires en douze mois consécutifs, avec possibilité de modifications des pièces d'origine (extension d'homologation portant sur 10% de la production). Les élargisseurs d'aile rapportés sont interdits[3].

Les voitures des nouvelles catégories N, A et B étant encore peu nombreuses, la FISA a autorisé une année de plus les modèles des groupes 2 et 4, le titre mondial se jouera donc une fois de plus parmi celles-ci. Deux constructeurs visent le championnat 1982 et seront présents dans la plupart des manches : Opel avec son Ascona 400 de conception très classique et Audi avec sa redoutable Audi Quattro à transmission intégrale. Après trois manches, les deux marques allemandes comptent chacune une victoire, Opel ayant profité de l'absence de neige pour s'imposer au Rallye Monte-Carlo avec Walter Röhrl, Audi ayant pris sa revanche au Rallye du Portugal avec Michèle Mouton. Opel est cependant en tête du championnat grâce à la seconde place de Röhrl au Safari derrière la Nissan de Shekhar Mehta, une épreuve à laquelle Audi n'a pas participé. Au classement des pilotes, Röhrl, qui a en outre terminé troisième du Rallye de Suède (comptant uniquement pour les conducteurs), devance Mouton de dix-neuf points.

### L'épreuve
En 1956, le comte Peraldi (président de l'Automobile Club de Corse) et le docteur Jean Sermonard (président du syndicat d'initiative d'Ajaccio), avaient organisé le premier Tour de Corse, sur un parcours très sinueux, alternant routes et pistes, qui vaudra à l'épreuve le nom de « rallye aux dix mille virages ». Intégré au championnat de France dès l'année suivante, le Tour de Corse acquit rapidement un statut international. À partir du début des années 1960, grâce à l'amélioration du réseau routier, l'épreuve se déroula exclusivement sur asphalte. Devenu international, le Tour de Corse fit partie du championnat d'Europe des rallyes en 1970 et 1972, puis intégré au championnat du monde des rallyes dès sa création en 1973. Épreuve automnale jusqu'en 1980, elle est désormais disputée au printemps. Fort de six succès entre 1970 et 1981, Bernard Darniche y détient le record de victoires.

## Le parcours
- départ : 6 mai 1982 d'Ajaccio
- arrivée : 8 mai 1982 à Ajaccio
- distance : 1 617,7 km dont 1 176,1 km sur 27 épreuves spéciales
- surface : asphalte
- Parcours divisé en trois étapes de deux sections chacune[5]

### Première étape
- Ajaccio - Quenza - Bastia, le 6 mai
- 541,6 km dont 411,6 km sur 10 épreuves spéciales

### Deuxième étape
- Bastia - Saint-Roch - Ajaccio, le 7 mai
- 662,1 km dont 470,4 km sur 10 épreuves spéciales

### Troisième étape
- Ajaccio - Quenza - Ajaccio, le 8 mai
- 414 km dont 294,1 km sur 7 épreuves spéciales

## Les forces en présence
- Audi

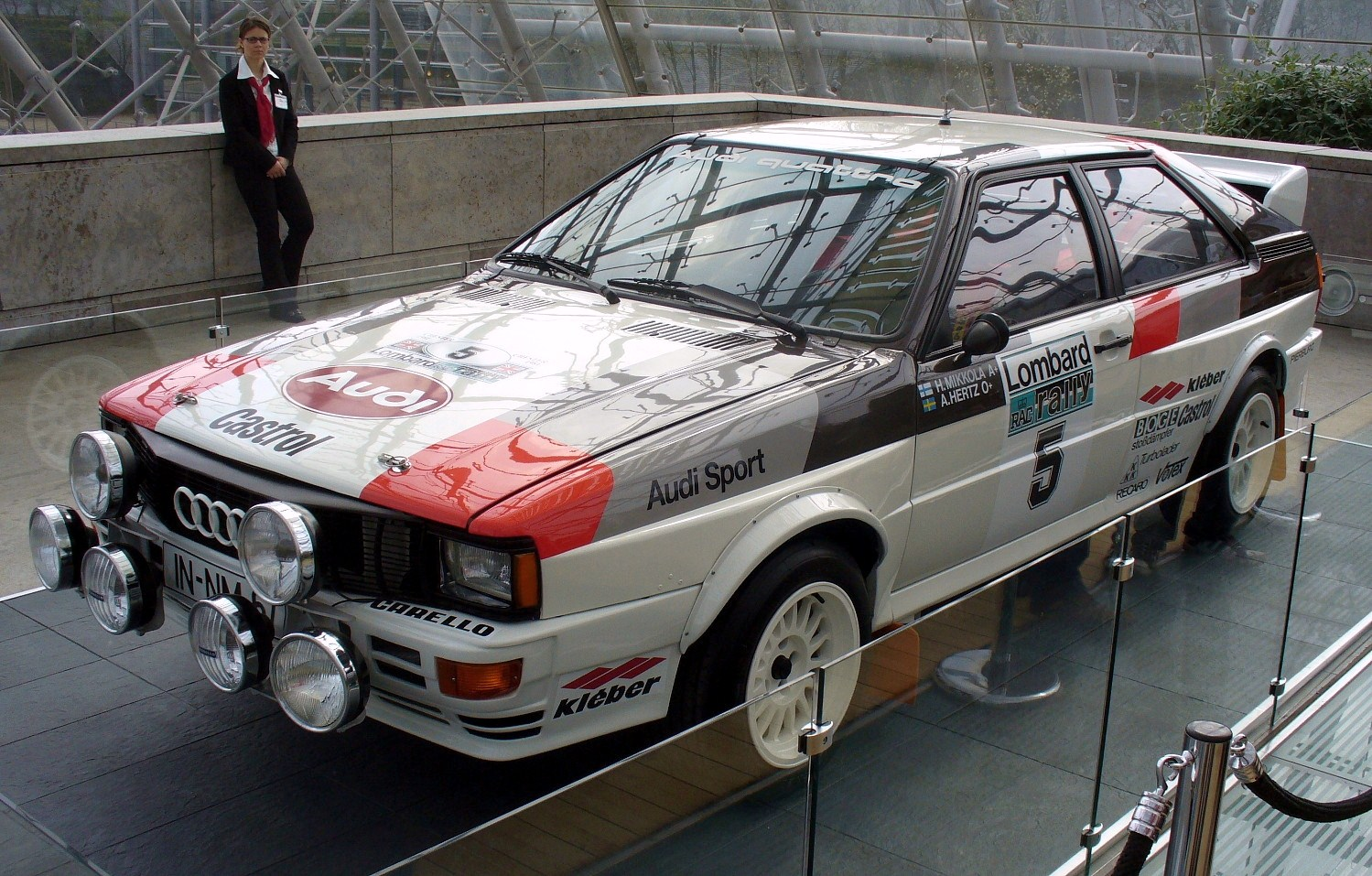
Une Audi Quattro groupe 4.

Comme au Portugal, le constructeur d'Ingolstadt engage trois coupés Quattro groupe 4 à transmission intégrale pour Hannu Mikkola, Michèle Mouton et Franz Wittmann. Bien qu'allégés par rapport à l'année précédente, leur poids de 1180 kg constitue un handicap sur les routes corses, malgré les 340 chevaux de leur moteur cinq cylindres à injection directe, suralimenté  par un turbo-compresseur KKK. Sa voiture habituelle ayant été détruite par un mécanicien lors d'essais privés à deux jours du départ, Mikkola devra utiliser le mulet de Michèle Mouton. Les Audi sont chaussées de pneus Kléber.
- Opel

L'équipe Rothmans aligne deux Ascona 400 groupe 4 (1000 kg, moteur quatre cylindres de 2420 cm3 développé par Cosworth, deux carburateurs double-corps, 260 chevaux), préparées par l'usine pour Walter Röhrl et Jochi Kleint. Le pilote français Jean-Louis Clarr dispose d'un modèle identique engagé par le Simon-Clarr Racing. Tous trois utilisent des pneus Michelin TRX.
- Lancia

Première voiture entièrement conçue pour le groupe B, la Lancia Rally 037 fait ici sa première apparition en championnat du monde, après ses débuts écourtés lors du Rallye de la Costa Smeralda (manche du championnat d'Europe) où aucune des deux voitures engagées n'avait terminé la course. La Scuderia Lancia engage également deux voitures en Corse, pour Attilio Bettega et Markku Alén. Pesant 980 kg, les 037 sont équipées d'un moteur à quatre cylindres de deux litres de cylindrée monté en position centrale arrière, alimenté par carburateurs et équipé d'un compresseur volumétrique, développant 260 chevaux. Elles utilisent des pneus Pirelli.
- Renault

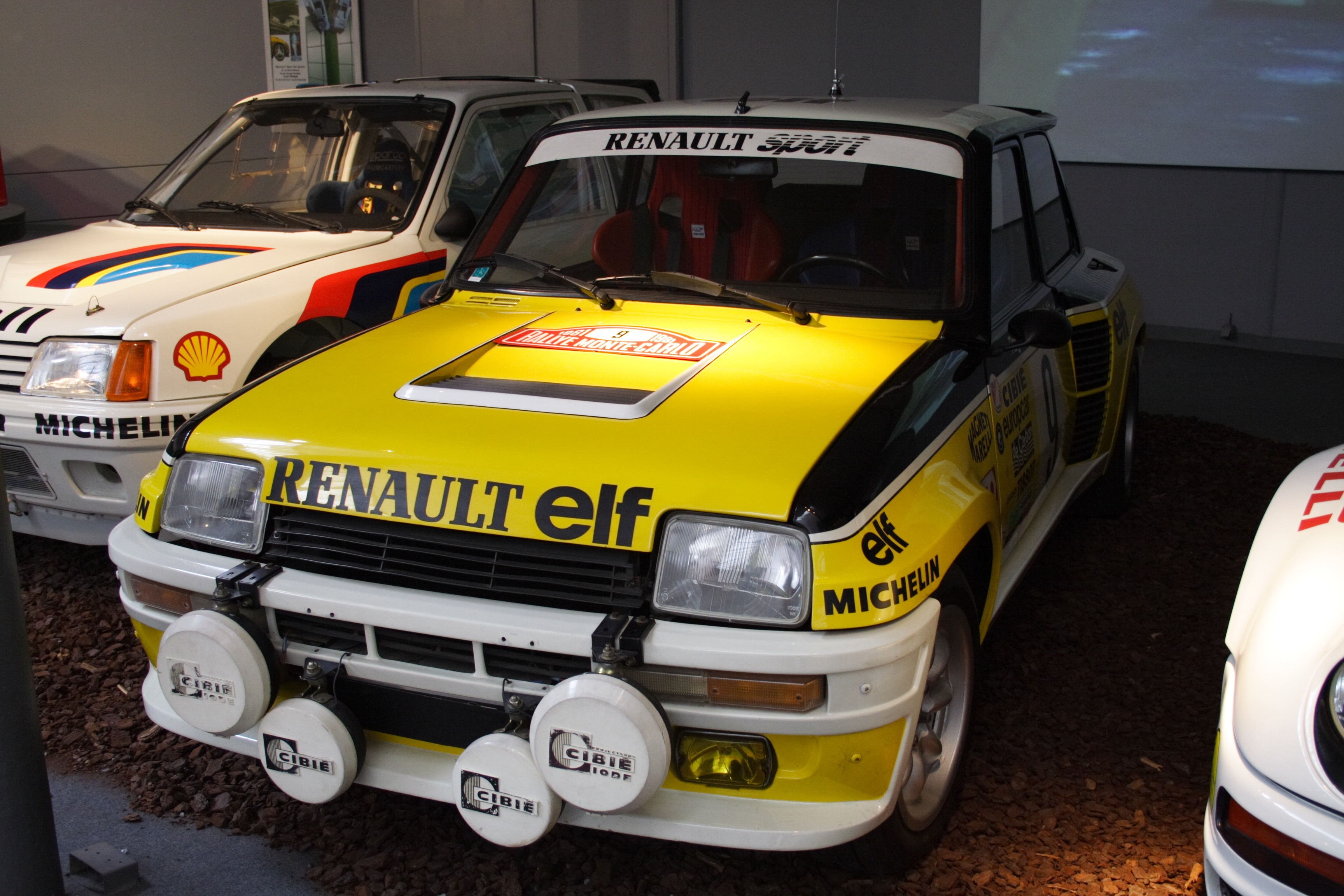
La Renault 5 Turbo groupe 4 de Jean Ragnotti.

Pour sa première participation officielle de l'année, l'équipe Renault Sport a préparé trois Renault 5 Turbo groupe 4 pour Jean Ragnotti, Jean-Luc Thérier et Bruno Saby. Ces voitures de 915 kg disposent d'un 
moteur central arrière quatre cylindres de 1397 cm3 à injection Bosch K-Jetronic, suralimenté par un turbocompresseur Garrett T3, d'une puissance de 265 chevaux. Elles sont équipées de pneus Michelin. Parmi les nombreux pilotes privés pilotant des 5 Turbo, on trouve notamment Jean-Pierre Manzagol (version 215 chevaux), François Chatriot, Claude Balesi ou Robert Simonetti sur des versions 200 chevaux.
- Porsche

Trois Porsche 911 SC groupe 4 ont été préparées dans les ateliers Alméras, deux aux couleurs Esso pour Guy Fréquelin et Francis Vincent et une aux couleurs Éminence pour Jacques Alméras. Ces voitures  pèsent environ une tonne. Leur moteur six cylindres à plat de trois litres de cylindrée, monté en porte-à-faux arrière, est refroidi par air ; il est donné pour 330 chevaux. Elles sont chaussées de pneus Michelin. L'écurie Sonauto aligne un modèle semblable, un peu moins puissant (300 chevaux) pour Bernard Béguin, qui utilise des pneus Pirelli. De nombreux pilotes privés prennent également le départ sur des 911, dont le vétéran Pierre Orsini, triple vainqueur de l'épreuve entre 1959 et 1965.
- Ferrari

Importateur de la marque italienne en France, Charles Pozzi engage deux 308 GTB groupe 4 pour Jean-Claude Andruet et Guy Chasseuil. Préparées à Padoue chez Michelotto, ces berlinettes de 970 kg disposent d'un moteur V8 de trois litres, logé en position centrale arrière ; la puissance disponible est de 330 chevaux. Elles sont équipées de pneus Michelin.
- BMW

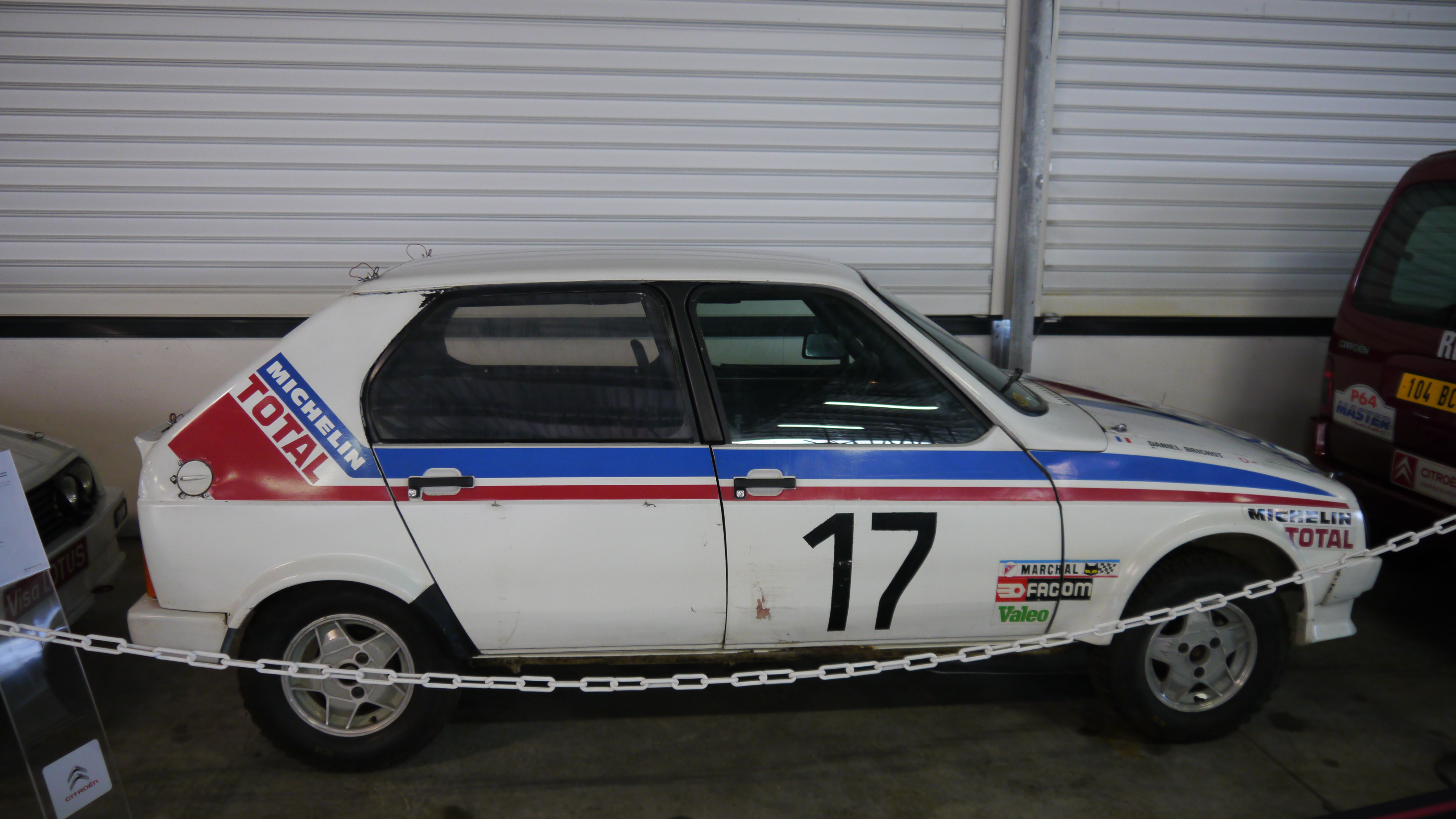
Le trophée Citroën-Total est ouvert aux pilotes de Visa groupe B.

L'équipe BMW-Motul aligne une berlinette M1 groupe 4, dont la préparation châssis a été assurée par Oreca. Le moteur central arrière (six cylindres, trois litres et demi) a été mis au point par le préparateur suisse Heini Mader et développe 430 chevaux à 8000 tr/min. Équipée d'une boîte de vitesses ZF à cinq rapports et de pneus Michelin, cette voiture pèse 1150 kg. Elle va effectuer sa première sortie en championnat du monde aux mains de Bernard Darniche.
- Citroën

L'équipe officielle engage deux Visa groupe B (700 kg, 1219 cm3, 100 chevaux, pneus Michelin) pour Christian Rio et Maurice Chomat. De nombreux pilotes privés disputent le trophée Citroën-Total sur des modèles identiques, les plus en vue étant Alain Coppier et Christian Dorche.

## Déroulement de la course

### Première étape

#### Ajaccio - Quenza
Les équipages s'élancent d'Ajaccio le jeudi matin, sous le soleil et sur une route parfaitement sèche. Premier à s'élancer, Attilio Bettega se montre très rapide dans la première épreuve spéciale, au volant de la nouvelle Lancia Rally 037. Il devra cependant s'incliner, pour onze secondes, devant la Ferrari de Jean-Claude Andruet, qui a parcouru les quarante-cinq kilomètres très accidentés de la première épreuve à plus de 92 km/h de moyenne. Parti plus prudemment, Jean Ragnotti (Renault 5 Turbo) est troisième, à près d'une demi-minute. Aussi rapide que Bettega sur les premiers kilomètres, Bernard Darniche a dû ensuite baisser son rythme à cause de problèmes de freins sur sa BMW M1. Victime d'un bris de boîte de vitesses sur son Audi Quattro, Hannu Mikkola a dû abandonner, tout comme Francis Serpaggi qui a cassé le moteur de sa Porsche. Les trois favoris font pratiquement jeu égal dans les deux secteurs suivants mais dans le col de Verde Ragnotti passe à l'attaque : malgré une chaussée humide par endroits à cause des bas-côtés enneigés, le pilote retarde ses freinages au maximum ; partant en aquaplanage au freinage sur une grosse flaque d'eau peu avant le col, il manque de peu la sortie de route, parvenant néanmoins à se récupérer in extremis en se freinant dans la bordure de neige. Malgré cette frayeur, il réalise de loin le meilleur temps dans cette quatrième épreuve spéciale, réduisant de moitié son retard sur Andruet. Ce dernier réagit et reprend un peu de champ entre Kamiesch et Zonza ; il rejoint le parc de regroupement de Quenza avec vingt secondes d'avance sur son adversaire direct. Troisième, Bettega, est déjà à plus d'une minute de la Renault. Derrière, la lutte est très serrée pour la quatrième place, seulement quelques secondes séparant Bernard Béguin (Porsche), Guy Chasseuil (sur la seconde Ferrari) et Bernard Darniche. Déjà touchée par l'abandon de son premier pilote, l'équipe Audi ne connaît guère de réussite : retardée par des ennuis mécaniques (freins et transmission), Michèle Mouton accuse un retard de plus de cinq minutes sur les premiers et n'occupe que la treizième place du classement, son coéquipier Franz Wittmann, peu à l'aise sur les routes corses, étant encore plus loin. Principales rivales des Audi au championnat, les Opel Ascona 400 ont pour l'heure l'avantage, Walter Röhrl, Jean-Louis Clarr et Jochi Kleint occupant respectivement les septième, dixième et onzième positions.

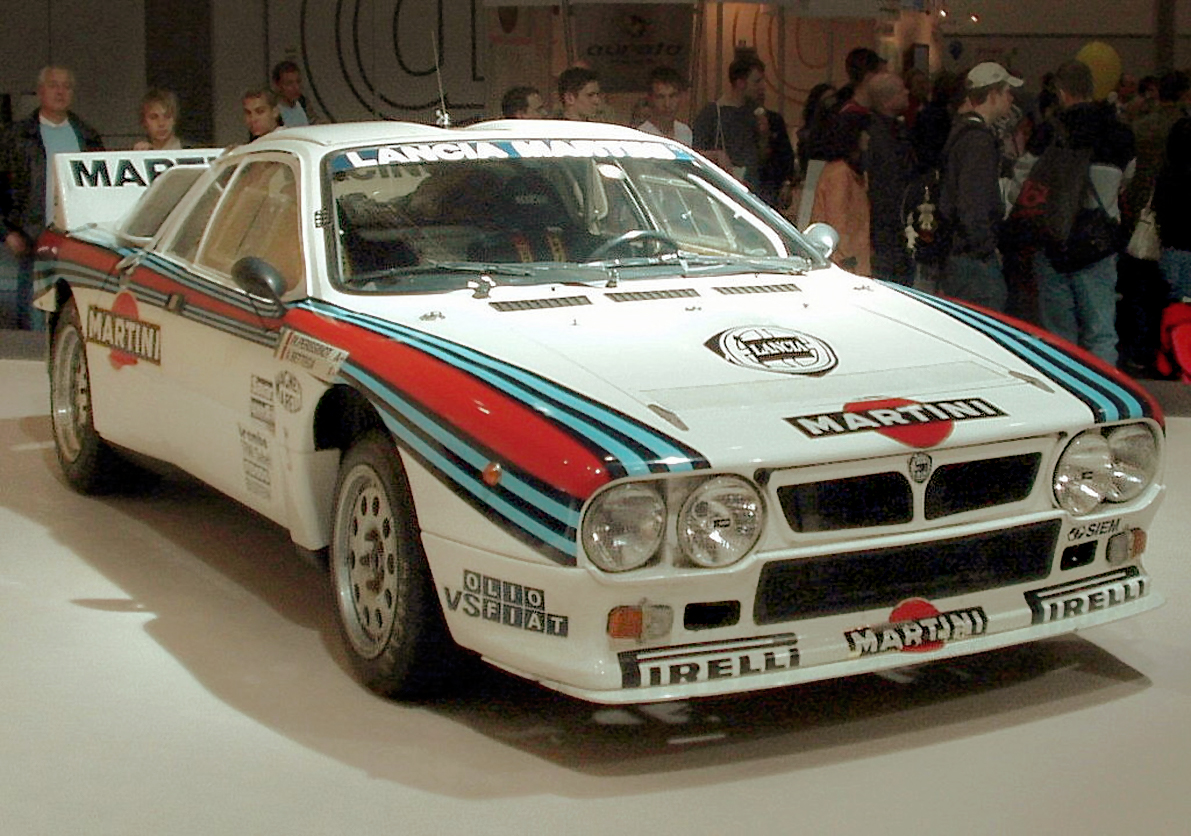
La Lancia Rally 037 groupe B d'Attilio Bettega, troisième au regroupement de Quenza.

| Pos. | Pilote              | Copilote                | Voiture          | Groupe | Temps           | Écart        |
| ---- | ------------------- | ----------------------- | ---------------- | ------ | --------------- | ------------ |
| 1    | Jean-Claude Andruet | « Biche »               | Ferrari 308 GTB  | 4      | 2 h 28 min 16 s |              |
| 2    | Jean Ragnotti       | Jean-Marc Andrié        | Renault 5 Turbo  | 4      | 2 h 28 min 36 s | + 20 s       |
| 3    | Attilio Bettega     | Maurizio Perissinot     | Lancia Rally 037 | B      | 2 h 29 min 38 s | + 1 min 22 s |
| 4    | Bernard Béguin      | Jean-Jacques Lenne      | Porsche 911 SC   | 4      | 2 h 30 min 53 s | + 2 min 37 s |
| 5    | Guy Chasseuil       | Christian Baron         | Ferrari 308 GTB  | 4      | 2 h 30 min 55 s | + 2 min 39 s |
| 6    | Bernard Darniche    | Alain Mahé              | BMW M1           | 4      | 2 h 30 min 58 s | + 2 min 42 s |
| 7    | Walter Röhrl        | Christian Geistdörfer   | Opel Ascona 400  | 4      | 2 h 31 min 52 s | + 3 min 36 s |
| 8    | Jean-Luc Thérier    | Michel Vial             | Renault 5 Turbo  | 4      | 2 h 32 min 27 s | + 4 min 11 s |
| 9    | Francis Vincent     | Francis Calvier         | Porsche 911 SC   | 4      | 2 h 32 min 49 s | + 4 min 33 s |
| 10   | Jean-Louis Clarr    | Joseph Sévelinge        | Opel Ascona 400  | 4      | 2 h 33 min 04 s | + 4 min 48 s |
| 11   | Jochi Kleint        | Gunter Wanger           | Opel Ascona 400  | 4      | 2 h 33 min 33 s | + 5 min 17 s |
| 12   | Guy Fréquelin       | Jean-François Fauchille | Porsche 911 SC   | 4      | 2 h 33 min 39 s | + 5 min 23 s |
| 13   | Michèle Mouton      | Fabrizia Pons           | Audi Quattro     | 4      | 2 h 33 min 45 s | + 5 min 29 s |
| 14   | Bruno Saby          | Françoise Sappey        | Renault 5 Turbo  | 4      | 2 h 33 min 47 s | + 5 min 31 s |
| 15   | Franz Wittmann      | Peter Diekmann          | Audi Quattro     | 4      | 2 h 34 min 34 s | + 6 min 18 s |

#### Quenza - Bastia
Les concurrents repartent du parc fermé en direction de Bastia, toujours sous le soleil. Ragnotti attaque très fort et dès la reprise, profitant de la baisse de régime passagère d'Andruet (qui souffre encore du dos, séquelles de son accident de l'année précédente au rallye du Hunsrück) prend la tête de la course, se montrant plus rapide d'une seconde au kilomètres que tous ses adversaires dans le secteur du col de la Vaccia. Il enfonce le clou dans la difficile épreuve du col de Sorba où, malgré un tête-à-queue, il porte son avance sur Andruet à près de cinquante secondes. Il accentue encore l'écart dans la suivante, mais Andruet contre-attaque alors, ramenant son retard sous la minute. Alors qu'il avait conquis la quatrième place, derrière Bettega, Darniche renonce à cause d'une fuite du circuit de refroidissement. Sinueuse et très étroite, la dernière épreuve du jour convient bien aux Renault 5, Ragnotti s'y montrant le plus rapide devant Jean-Luc Thérier. Andruet perd près d'une minute dans ce secteur, ralliant Bastia avec un retard de près de deux minutes sur la Renault de tête. Bettega conserve la troisième place, devant Béguin et Röhrl seulement séparés de six secondes. La sixième place est également très disputée, Thérier, Fréquelin (Porsche) et Chasseuil étant regroupés en une demi-minute.

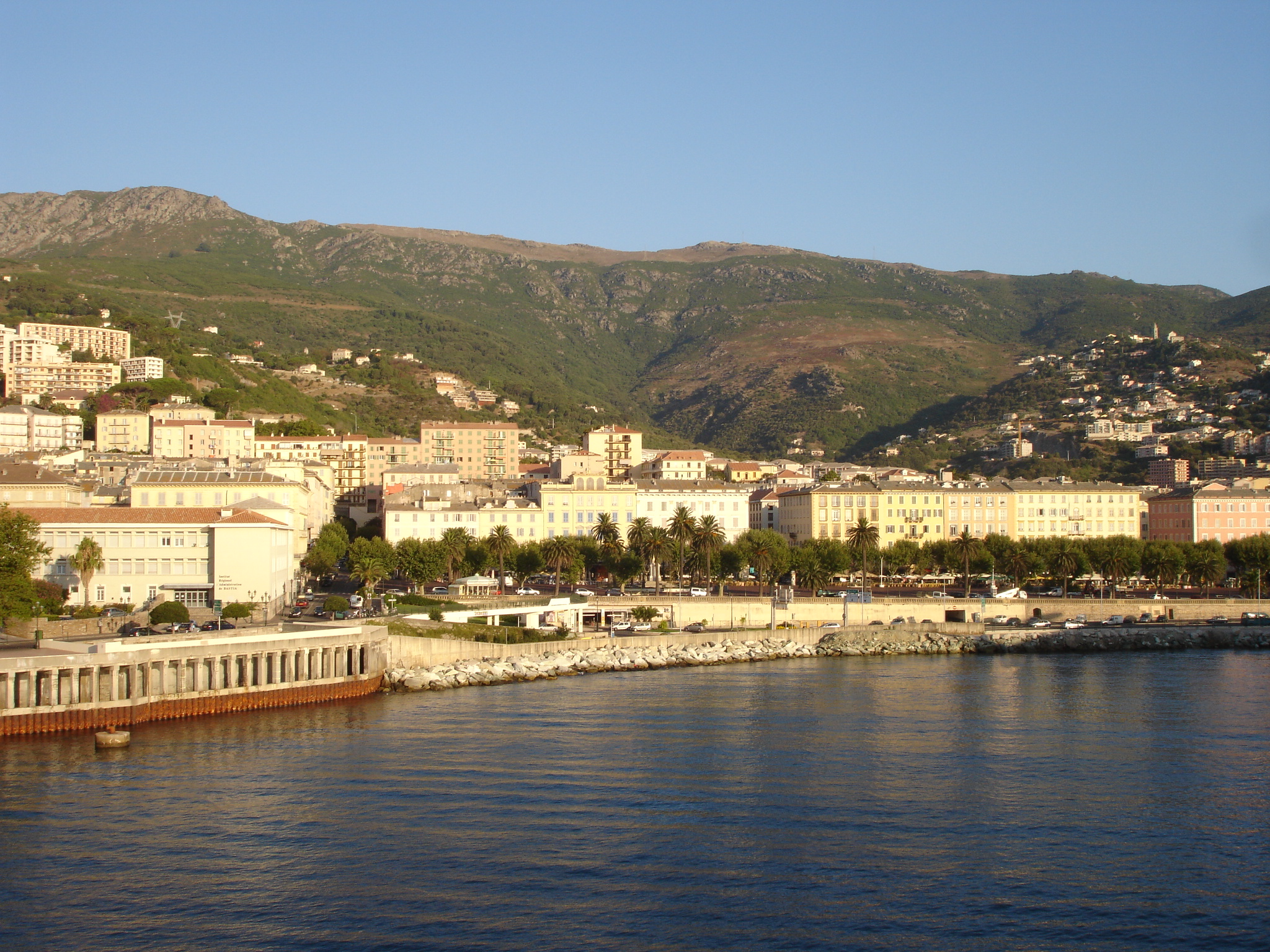
Bastia, terme de la première étape.

| Pos. | Pilote              | Copilote                | Voiture          | Groupe | Temps           | Écart         |
| ---- | ------------------- | ----------------------- | ---------------- | ------ | --------------- | ------------- |
| 1    | Jean Ragnotti       | Jean-Marc Andrié        | Renault 5 Turbo  | 4      | 4 h 52 min 57 s |               |
| 2    | Jean-Claude Andruet | « Biche »               | Ferrari 308 GTB  | 4      | 4 h 54 min 45 s | + 1 min 48 s  |
| 3    | Attilio Bettega     | Maurizio Perissinot     | Lancia Rally 037 | B      | 4 h 56 min 47 s | + 3 min 50 s  |
| 4    | Bernard Béguin      | Jean-Jacques Lenne      | Porsche 911 SC   | 4      | 4 h 59 min 37 s | + 6 min 40 s  |
| 5    | Walter Röhrl        | Christian Geistdörfer   | Opel Ascona 400  | 4      | 4 h 59 min 43 s | + 6 min 46 s  |
| 6    | Jean-Luc Thérier    | Michel Vial             | Renault 5 Turbo  | 4      | 5 h 00 min 55 s | + 7 min 58 s  |
| 7    | Guy Fréquelin       | Jean-François Fauchille | Porsche 911 SC   | 4      | 5 h 01 min 03 s | + 8 min 06 s  |
| 8    | Guy Chasseuil       | Christian Baron         | Ferrari 308 GTB  | 4      | 5 h 01 min 26 s | + 8 min 29 s  |
| 9    | Jochi Kleint        | Gunter Wanger           | Opel Ascona 400  | 4      | 5 h 02 min 58 s | + 10 min 01 s |
| 10   | Jean-Louis Clarr    | Joseph Sévelinge        | Opel Ascona 400  | 4      | 5 h 03 min 19 s | + 10 min 22 s |
| 11   | Bruno Saby          | Françoise Sappey        | Renault 5 Turbo  | 4      | 5 h 03 min 43 s | + 10 min 46 s |
| 12   | Michèle Mouton      | Fabrizia Pons           | Audi Quattro     | 4      | 5 h 04 min 46 s | + 11 min 49 s |
| 13   | Francis Vincent     | Francis Calvier         | Porsche 911 SC   | 4      | 5 h 05 min 33 s | + 12 min 36 s |
| 14   | Markku Alén         | Ilkka Kivimäki          | Lancia Rally 037 | B      | 5 h 11 min 14 s | + 18 min 17 s |
| 15   | François Chatriot   | Annick Peuvergne        | Renault 5 Turbo  | 4      | 5 h 17 min 02 s | + 24 min 05 s |
| 16   | Pierre Orsini       | Jean Canonici           | Porsche 911 SC   | 4      | 5 h 25 min 14 s | + 32 min 17 s |
| 17   | Robert Simonetti    | Jean-Michel Simonetti   | Renault 5 Turbo  | 4      | 5 h 25 min 51 s | + 32 min 54 s |
| 18   | Sébastien Vannucci  | Gilbert Dini            | Porsche 911 SC   | 4      | 5 h 27 min 11 s | + 34 min 14 s |
| 19   | Christian Gardavot  | Rémy Levivier           | Porsche 911 SC   | B      | 5 h 29 min 58 s | + 37 min 01 s |
| 20   | François Chauche    | Thierry Barjou          | Peugeot 104 ZS   | 2      | 5 h 30 min 53 s | + 37 min 56 s |

### Deuxième étape

#### Bastia - Saint-Roch

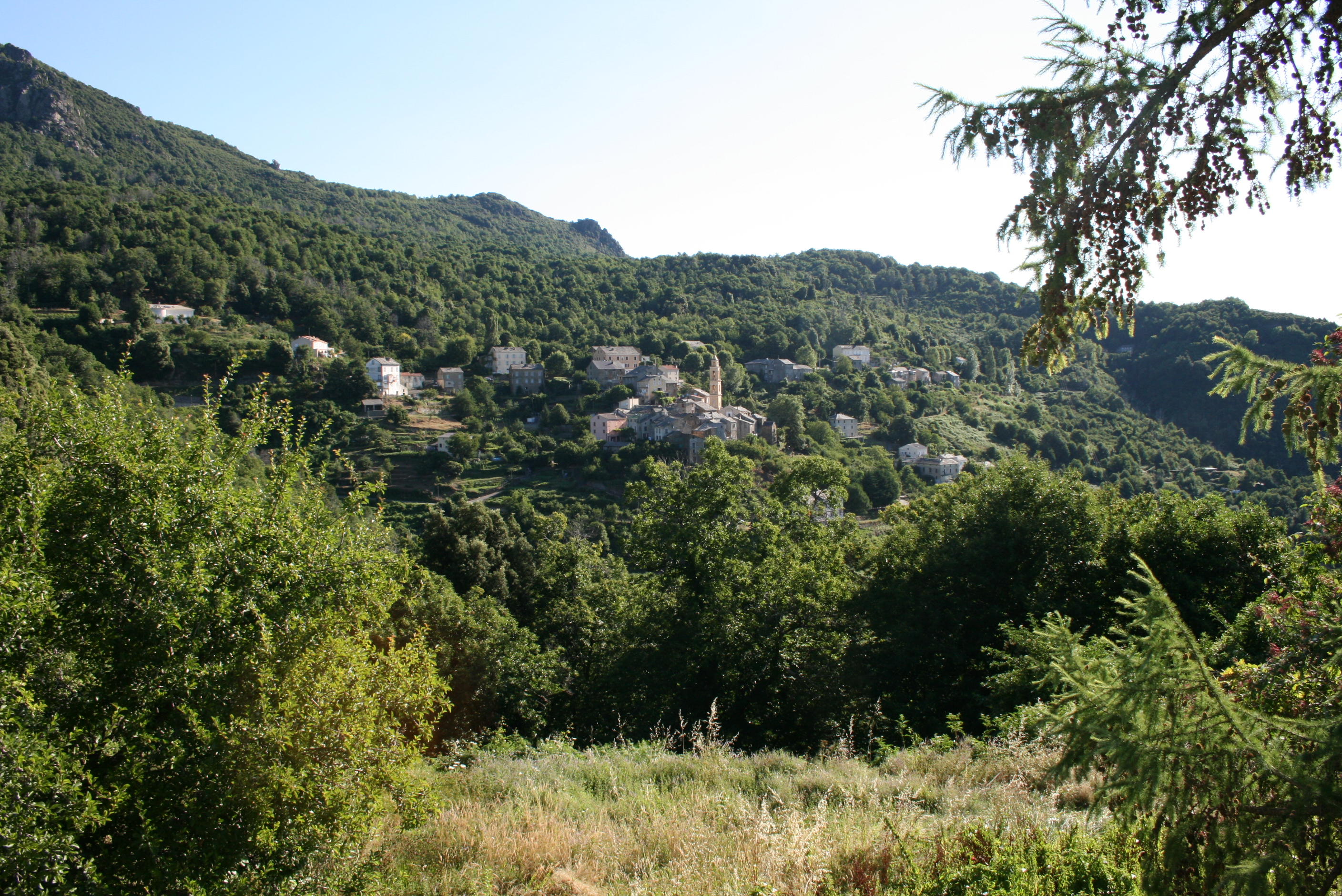
Silvareccio, en Castagniccia ; c'est à la sortie de ce village que Bettega a percuté une maison, se blessant gravement aux jambes.

Les concurrents restant en course repartent de Bastia le vendredi matin. Les routes sont sèches, mais le ciel couvert. Après quelques kilomètres sur le parcours de liaison, Bettega constate un problème d'embrayage sur sa Lancia et le fait régler au point d'assistance. L'intervention est relativement longue et le pilote italien écope de quatre minutes et demie de pénalisation, qui le font rétrograder à la huitième place. Désireux de rattraper une partie de son retard, il se montre très agressif dans le premier secteur chronométré, entre Vescovato et Ponte-Novo. Mais, après treize kilomètres, à la sortie de Silvareccio, une bosse abordée un peu trop vite fait décoller sa Lancia qui atterrit trop brutalement, percute un mur et achève sa course contre une maison. Le choc est assez violent et la carrosserie doit être découpée pour en extraire l'équipage. Alors que son copilote Maurizio Perissinot s'en tire avec un doigt cassé, Bettega souffre de multiples fractures aux jambes ; transféré à l'hôpital de Turin, son état nécessite plusieurs opérations, le privant de compétition pour plusieurs semaines. Andruet a retrouvé sa condition physique et se montre particulièrement rapide, remportant quatre des cinq spéciales de cette première section, reprenant une pleine minute à Ragnotti. Au regroupement de Saint-Roch, l'écart n'est plus que de quarante-six secondes entre les deux prétendants à la victoire. Troisième, Béguin compte près de dix minutes de retard. Il est toujours en pleine bagarre avec Röhrl, à seulement dix secondes derrière lui. Chasseuil a dû abandonner à cause d'un problème d'alimentation de sa Ferrari. Thérier a également dû renoncer, moteur cassé alors qu'il occupait la cinquième place.
| Pos. | Pilote              | Copilote                | Voiture          | Groupe | Temps           | Écart         |
| ---- | ------------------- | ----------------------- | ---------------- | ------ | --------------- | ------------- |
| 1    | Jean Ragnotti       | Jean-Marc Andrié        | Renault 5 Turbo  | 4      | 7 h 23 min 36 s |               |
| 2    | Jean-Claude Andruet | « Biche »               | Ferrari 308 GTB  | 4      | 7 h 24 min 22 s | + 46 s        |
| 3    | Bernard Béguin      | Jean-Jacques Lenne      | Porsche 911 SC   | 4      | 7 h 33 min 15 s | + 9 min 39 s  |
| 4    | Walter Röhrl        | Christian Geistdörfer   | Opel Ascona 400  | 4      | 7 h 33 min 25 s | + 9 min 49 s  |
| 5    | Guy Fréquelin       | Jean-François Fauchille | Porsche 911 SC   | 4      | 7 h 36 min 40 s | + 13 min 04 s |
| 6    | Bruno Saby          | Françoise Sappey        | Renault 5 Turbo  | 4      | 7 h 36 min 55 s | + 13 min 19 s |
| 7    | Jochi Kleint        | Gunter Wanger           | Opel Ascona 400  | 4      | 7 h 37 min 14 s | + 13 min 38 s |
| 8    | Jean-Louis Clarr    | Joseph Sévelinge        | Opel Ascona 400  | 4      | 7 h 38 min 11 s | + 14 min 35 s |
| 9    | Francis Vincent     | Francis Calvier         | Porsche 911 SC   | 4      | 7 h 39 min 09 s | + 15 min 33 s |
| 10   | Michèle Mouton      | Fabrizia Pons           | Audi Quattro     | 4      | 7 h 44 min 38 s | + 21 min 02 s |
| 11   | Markku Alén         | Ilkka Kivimäki          | Lancia Rally 037 | B      | 7 h 53 min 30 s | + 29 min 54 s |
| 12   | Robert Simonetti    | Jean-Michel Simonetti   | Renault 5 Turbo  | 4      | 8 h 09 min 31 s | + 45 min 55 s |

#### Saint-Roch - Ajaccio

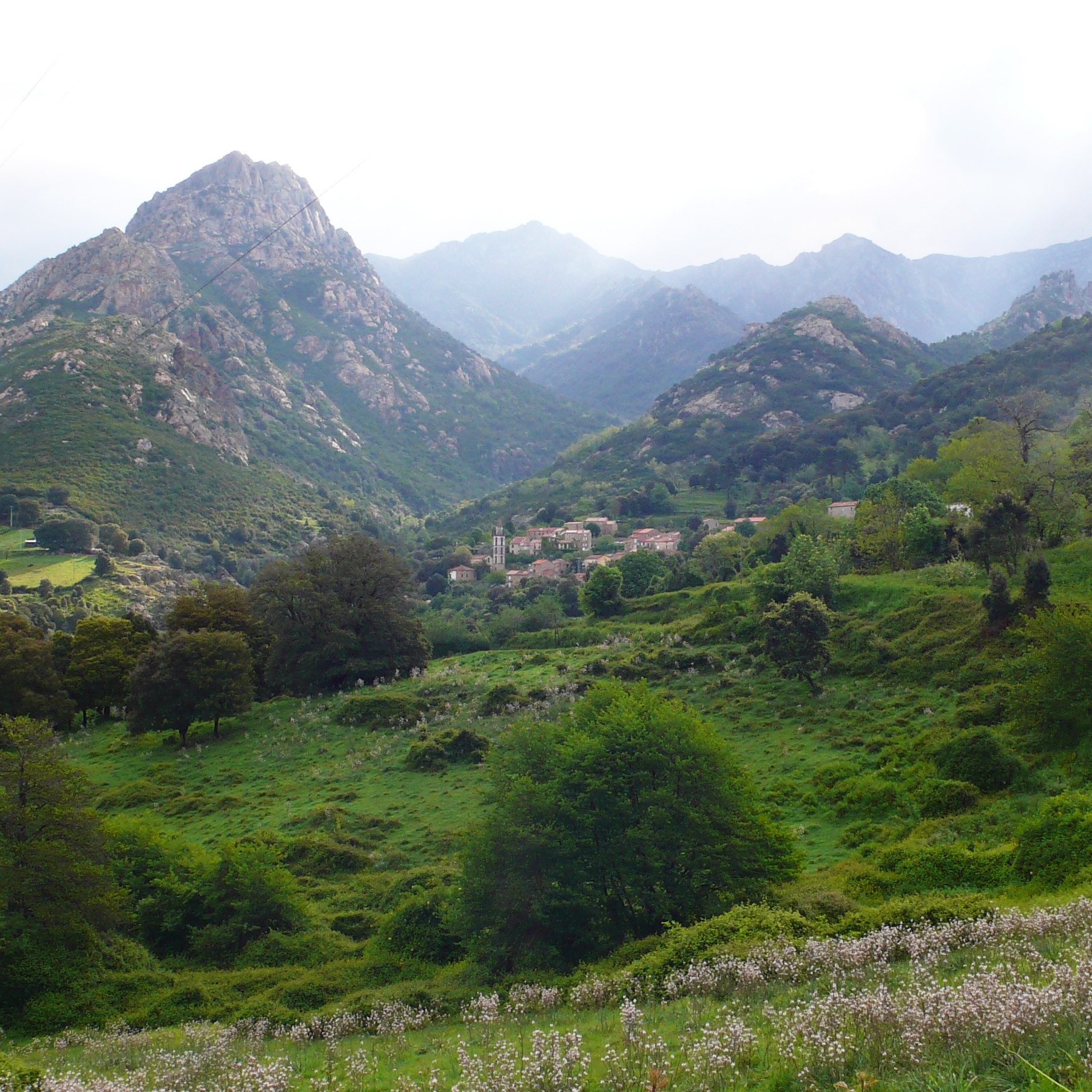
Peri, sur le parcours de la deuxième étape.

Après une courte pause, les équipages repartent en direction d'Ajaccio. Sur le tronçon entre Saint-Roch et Suaricchio, long de soixante-dix-huit kilomètres, Ragnotti et Andruet se livrent à fond ; malgré un tête-à-queue, Ragnotti devance son rival de cinq secondes. Dans le secteur suivant, le pilote Renault réalise également le meilleur temps, portant son avance à près d'une minute. La pluie fait alors son apparition ; elle va mettre fin aux espoirs d'Andruet : il ne dispose pas de camion d'assistance près d'Albitreccia et doit continuer sa course en pneus 'slick', alors que son adversaire dispose d'un choix de pneus pluie. Prenant tous les risques, Andruet parvient à préserver sa seconde place, concédant moins de trois minutes aux autres équipages de pointe. Dès lors, sauf incident, Ragnotti a course gagnée, son avance étant désormais de près de quatre minutes. Il continue néanmoins sur un rythme rapide, remportant les deux dernières épreuves du jour, ralliant Ajaccio avec plus de six minutes d'avance sur la Ferrari. Sur le mouillé, Röhrl a pris l'ascendant sur Béguin, mais une seule seconde sépare les deux prétendants à la troisième place.
| Pos. | Pilote              | Copilote                | Voiture          | Groupe | Temps            | Écart             |
| ---- | ------------------- | ----------------------- | ---------------- | ------ | ---------------- | ----------------- |
| 1    | Jean Ragnotti       | Jean-Marc Andrié        | Renault 5 Turbo  | 4      | 10 h 35 min 09 s |                   |
| 2    | Jean-Claude Andruet | « Biche »               | Ferrari 308 GTB  | 4      | 10 h 41 min 34 s | + 6 min 25 s      |
| 3    | Walter Röhrl        | Christian Geistdörfer   | Opel Ascona 400  | 4      | 10 h 50 min 22 s | + 15 min 13 s     |
| 4    | Bernard Béguin      | Jean-Jacques Lenne      | Porsche 911 SC   | 4      | 10 h 50 min 23 s | + 15 min 14 s     |
| 5    | Bruno Saby          | Françoise Sappey        | Renault 5 Turbo  | 4      | 10 h 52 min 30 s | + 17 min 21 s     |
| 6    | Jean-Louis Clarr    | Joseph Sévelinge        | Opel Ascona 400  | 4      | 10 h 57 min 27 s | + 22 min 18 s     |
| 7    | Francis Vincent     | Francis Calvier         | Porsche 911 SC   | 4      | 11 h 00 min 41 s | + 25 min 32 s     |
| 8    | Guy Fréquelin       | Jean-François Fauchille | Porsche 911 SC   | 4      | 11 h 04 min 01 s | + 28 min 52 s     |
| 9    | Michèle Mouton      | Fabrizia Pons           | Audi Quattro     | 4      | 11 h 08 min 46 s | + 33 min 37 s     |
| 10   | Markku Alén         | Ilkka Kivimäki          | Lancia Rally 037 | B      | 11 h 14 min 30 s | + 39 min 21 s     |
| 11   | Robert Simonetti    | Jean-Michel Simonetti   | Renault 5 Turbo  | 4      | 11 h 42 min 19 s | + 1 h 07 min 10 s |
| 12   | Claude Balesi       | Jean-Paul Cirindini     | Renault 5 Turbo  | 4      | 11 h 50 min 32 s | + 1 h 15 min 23 s |
| 13   | Christian Gardavot  | Rémy Levivier           | Porsche 911 SC   | B      | 11 h 53 min 11 s | + 1 h 18 min 02 s |
| 14   | Jean-Claude Torre   | Patrick de la Foata     | Renault 5 Turbo  | B      | 12 h 08 min 35 s | + 1 h 33 min 26 s |
| 15   | Camille Bartoli     | Gilbert Poleti          | Renault 5 Turbo  | 4      | 12 h 14 min 34 s | + 1 h 39 min 25 s |

### Troisième étape

#### Ajaccio - Quenza
Le départ de la dernière étape est donné le samedi matin, sous une pluie persistante. Dès les premiers kilomètres, Andruet manque tout perdre, un début d'incendie se déclarant sur sa Ferrari aussitôt après le changement des plaquettes de freins. L'incident l'empêche de pointer dans les délais au départ de la première épreuve spéciale du jour et il écope de quatre minutes et demie de pénalisation, qui portent son retard à près de onze minutes. Il conserve néanmoins sa seconde place, Röhrl et Béguin étant quatre minutes plus loin. Dès lors, Ragnotti peut se permettre d'adopter un rythme modéré ; il ne prend plus aucun risque, se contentant de gérer son avance. Après une mise en jambe prudente afin de tester ses freins, Andruet aligne ensuite les meilleurs temps. Au moment de rallier le parc fermé de Quenza, il a repris près de quatre minutes à l'équipage de tête et s'est mis à l'abri d'un possible retour de Béguin et Röhrl, qui continuent à se battre pour la troisième place. Malgré ses nombreux problèmes, Michèle Mouton est remontée en huitième position, à seulement deux secondes de la Porsche de Francis Vincent ; elle précède la Lancia de Markku Alén, en tête du groupe B.
| Pos. | Pilote              | Copilote                | Voiture          | Groupe | Temps            | Écart             |
| ---- | ------------------- | ----------------------- | ---------------- | ------ | ---------------- | ----------------- |
| 1    | Jean Ragnotti       | Jean-Marc Andrié        | Renault 5 Turbo  | 4      | 13 h 16 min 52 s |                   |
| 2    | Jean-Claude Andruet | « Biche »               | Ferrari 308 GTB  | 4      | 13 h 24 min 44 s | + 7 min 52 s      |
| 3    | Bernard Béguin      | Jean-Jacques Lenne      | Porsche 911 SC   | 4      | 13 h 28 min 25 s | + 11 min 33 s     |
| 4    | Walter Röhrl        | Christian Geistdörfer   | Opel Ascona 400  | 4      | 13 h 28 min 32 s | + 11 min 40 s     |
| 5    | Bruno Saby          | Françoise Sappey        | Renault 5 Turbo  | 4      | 13 h 33 min 59 s | + 17 min 07 s     |
| 6    | Guy Fréquelin       | Jean-François Fauchille | Porsche 911 SC   | 4      | 13 h 42 min 24 s | + 25 min 32 s     |
| 7    | Francis Vincent     | Francis Calvier         | Porsche 911 SC   | 4      | 13 h 50 min 09 s | + 33 min 17 s     |
| 8    | Michèle Mouton      | Fabrizia Pons           | Audi Quattro     | 4      | 13 h 50 min 11 s | + 33 min 19 s     |
| 9    | Markku Alén         | Ilkka Kivimäki          | Lancia Rally 037 | B      | 13 h 58 min 03 s | + 41 min 11 s     |
| 10   | Robert Simonetti    | Jean-Michel Simonetti   | Renault 5 Turbo  | 4      | 14 h 36 min 51 s | + 1 h 19 min 59 s |

#### Quenza - Ajaccio
Au départ de Quenza, seules deux épreuves spéciales restent à parcourir. Les routes ont séché et Béguin peut dès lors utiliser toute la puissance de sa Porsche pour distancer l'Opel de Röhrl. Il va se montrer le plus rapide sur ces deux derniers tronçons, s'assurant la troisième place derrière Ragnotti et Andruet. Quatrième, Röhrl conforte sa position en tête du championnat du monde, comptant désormais vingt-cinq points d'avance sur Michèle Mouton, septième de la course après bien des déboires. Neuvième au terme d'une course difficile, Alén s'adjuge la victoire en groupe B. La course a été émaillée de nombreux abandons, seuls quarante-sept équipages (sur cent soixante-dix-huit au départ) ayant rallié l'arrivée.

### Classements intermédiaires
Classements intermédiaires des pilotes après chaque épreuve spéciale

### Classement général
| Pos | No | Pilote              | Copilote                | Voiture          | Temps            | Écart             | Groupe |
| --- | -- | ------------------- | ----------------------- | ---------------- | ---------------- | ----------------- | ------ |
| 1   | 7  | Jean Ragnotti       | Jean-Marc Andrié        | Renault 5 Turbo  | 14 h 11 min 19 s |                   | 4      |
| 2   | 12 | Jean-Claude Andruet | « Biche »               | Ferrari 308 GTB  | 14 h 16 min 57 s | + 5 min 38 s      | 4      |
| 3   | 16 | Bernard Béguin      | Jean-Jacques Lenne      | Porsche 911 SC   | 14 h 20 min 11 s | + 8 min 52 s      | 4      |
| 4   | 5  | Walter Röhrl        | Christian Geistdörfer   | Opel Ascona 400  | 14 h 20 min 41 s | + 9 min 22 s      | 4      |
| 5   | 14 | Bruno Saby          | Françoise Sappey        | Renault 5 Turbo  | 14 h 27 min 31 s | + 16 min 12 s     | 4      |
| 6   | 2  | Guy Fréquelin       | Jean-François Fauchille | Porsche 911 SC   | 14 h 35 min 16 s | + 23 min 57 s     | 4      |
| 7   | 9  | Michèle Mouton      | Fabrizia Pons           | Audi Quattro     | 14 h 43 min 48 s | + 32 min 29 s     | 4      |
| 8   | 17 | Francis Vincent     | Francis Calvier         | Porsche 911 SC   | 14 h 43 min 55 s | + 32 min 36 s     | 4      |
| 9   | 6  | Markku Alén         | Ilkka Kivimäki          | Lancia Rally 037 | 14 h 53 min 18 s | + 41 min 59 s     | B      |
| 10  | 69 | Robert Simonetti    | Jean-Michel Simonetti   | Renault 5 Turbo  | 15 h 35 min 43 s | + 1 h 24 min 24 s | 4      |

### Équipages de tête
- ES1 à ES5 :  Jean-Claude Andruet -  « Biche » (Ferrari 308 GTB)
- ES6 à ES27 :  Jean Ragnotti -  Jean-Marc Andrié (Renault 5 Turbo)

### Vainqueurs d'épreuves spéciales
- Jean Ragnotti -  Jean-Marc Andrié (Renault 5 Turbo) : 12 spéciales (ES 2, 4, 6 à 8, 10, 12, 16 à 20)
- Jean-Claude Andruet -  « Biche » (Ferrari 308 GTB) : 10 spéciales (ES 1, 3, 5, 9, 11, 13 à 15, 23, 24)
- Bernard Béguin -  Jean-Jacques Lenne (Porsche 911 SC) : 3 spéciales (ES 21, 26, 27)
- Guy Fréquelin -  Jean-François Fauchille (Porsche 911 SC) : 1 spéciale (ES 22)
- Walter Röhrl -  Christian Geistdörfer (Opel Ascona 400) : 1 spéciale (ES 25)

## Résultats des principaux engagés
| No  | Pilote               | Copilote                | Voiture                 | Groupe | Classement général                                | Class. groupe |
| --- | -------------------- | ----------------------- | ----------------------- | ------ | ------------------------------------------------- | ------------- |
| 1   | Attilio Bettega      | Maurizio Perissinot     | Lancia Rally 037        | B      | ab. dans la 11e spéciale (sortie de route)        | -             |
| 2   | Guy Fréquelin        | Jean-François Fauchille | Porsche 911 SC          | 4      | 6e 23 min 57 s                                    | 6e            |
| 3   | Jean-Luc Thérier     | Michel Vial             | Renault 5 Turbo         | 4      | ab. dans la 14e spéciale (moteur)                 | -             |
| 4   | Jochi Kleint         | Gunter Wanger           | Opel Ascona 400         | 4      | ab. dans la 19e spéciale (demi-arbre)             | -             |
| 5   | Walter Röhrl         | Christian Geistdörfer   | Opel Ascona 400         | 4      | 4e à 9 min 22 s                                   | 4e            |
| 6   | Markku Alén          | Ilkka Kivimäki          | Lancia Rally 037        | B      | 9e à 41 min 59 s                                  | 1er           |
| 7   | Jean Ragnotti        | Jean-Marc Andrié        | Renault 5 Turbo         | 4      | 1er                                               | 1er           |
| 8   | Hannu Mikkola        | Arne Hertz              | Audi Quattro            | 4      | ab. dans la 1re spéciale (boîte de vitesses)      | -             |
| 9   | Michèle Mouton       | Fabrizia Pons           | Audi Quattro            | 4      | 7e à 32 min 29 s                                  | 7e            |
| 10  | Bernard Darniche     | Alain Mahé              | BMW M1                  | 4      | ab. après la 9e spéciale (fuite d'eau)            | -             |
| 11  | Franz Wittmann       | Peter Diekmann          | Audi Quattro            | 4      | ab. dans la 7e spéciale (moteur)                  | -             |
| 12  | Jean-Claude Andruet  | « Biche »               | Ferrari 308 GTB         | 4      | 2e à 5 min 38 s                                   | 2e            |
| 14  | Bruno Saby           | Françoise Sappey        | Renault 5 Turbo         | 4      | 5e à 16 min 12 s                                  | 5e            |
| 15  | Claude Laurent       | Dominique Laurent       | Peugeot 505             | 2      | 21e à 2 h 41 min 32 s                             | 3e            |
| 16  | Bernard Béguin       | Jean-Jacques Lenne      | Porsche 911 SC          | 4      | 3e à 8 min 52 s                                   | 3e            |
| 17  | Francis Vincent      | Francis Calvier         | Porsche 911 SC          | 4      | 8e à 32 min 36 s                                  | 8e            |
| 18  | Jean-Pierre Ballet   | 'Tilber'                | Porsche 911 SC          | B      | ab. dans la 9e spéciale (transmission)            | -             |
| 19  | Alain Coppier        | Josépha Laloz           | Citroën Visa Trophée    | B      | ab. dans la 4e spéciale (sortie de route)         | -             |
| 20  | Jacques Alméras      | Pierre Thimonier        | Porsche 911 SC          | B      | ab. dans la 10e spéciale (cardan cassé)           | -             |
| 21  | Jean-Louis Clarr     | Joseph Sévelinge        | Opel Ascona 400         | 4      | ab. dans la 26e spéciale (triangle de suspension) | -             |
| 22  | Christian Rio        | Andrée Tabet            | Citroën Visa Trophée    | B      | ab. dans la 25e spéciale (sortie de route)        | -             |
| 25  | Maurice Chomat       | Jean-Bernard Vieu       | Citroën Visa Trophée    | B      | ab. dans la 8e spéciale (cardan)                  | -             |
| 30  | François Chatriot    | Annick Peuvergne        | Renault 5 Turbo         | 4      | ab. dans la 15e spéciale (sortie de route)        | -             |
| 31  | Francis Serpaggi     | Denise Emmanuelli       | Porsche 911 SC          | B      | ab. dans la 1re spéciale (moteur)                 | -             |
| 38  | Christian Gardavot   | Rémy Levivier           | Porsche 911 SC          | B      | 12e à 1 h 36 min 43 s                             | 2e            |
| 39  | Guy Chasseuil        | Christian Baron         | Ferrari 308 GTB         | 4      | ab. dans la 12e spéciale (pompe à essence)        | -             |
| 40  | Sébastien Vannucci   | Gilbert Dini            | Porsche 911 SC          | 4      | ab. dans la 16e spéciale                          | -             |
| 41  | Pierre Orsini        | Jean Canonici           | Porsche 911 SC          | 4      | ab. dans la 20e spéciale                          | -             |
| 53  | Yves Loubet          | René Alemany            | Alfa Romeo Alfetta GTV6 | N      | 17e à 2 h 26 min 15 s                             | 1er           |
| 54  | Jean-Claude Torre    | Patrick de la Foata     | Renault 5 Turbo         | B      | 13e à 1 h 55 min 30 s                             | 3e            |
| 59  | Jean-Pierre Manzagol | Marc Vescovali          | Renault 5 Turbo         | 4      | ab. dans la 1re étape                             | -             |
| 62  | Claude Balesi        | Jean-Paul Cirindini     | Renault 5 Turbo         | 4      | 11e à 1 h 28 min 52 s                             | 10e           |
| 67  | Camille Bartoli      | Gilbert Poleti          | Renault 5 Turbo         | 4      | 14e à 2 h 05 min 45 s                             | 11e           |
| 69  | Robert Simonetti     | Jean-Michel Simonetti   | Renault 5 Turbo         | 4      | 10e à 1 h 24 min 24 s                             | 9e            |
| 118 | François Chauche     | Thierry Barjou          | Peugeot 104 ZS          | 2      | ab. dans la 17e spéciale (direction)              | -             |
| 137 | Jean-Félix Farrucci  | Albert Gori             | Opel Ascona             | 2      | 16e à 2 h 21 min 41 s                             | 1er           |
| 146 | Christian Dorche     | Bernard Martin-Dondoz   | Citroën Visa Trophée    | B      | ab. dans la 3e spéciale (moteur)                  | -             |

## Classements des championnats à l'issue de la course

### Constructeurs
- Attribution des points : 10, 9, 8, 7, 6, 5, 4, 3, 2, 1 respectivement aux dix premières marques de chaque épreuve, additionnés de 8, 7, 6, 5, 4, 3, 2, 1 respectivement aux huit premières de chaque groupe (seule la voiture la mieux classée de chaque constructeur marque des points). Les points de groupe ne sont attribués qu'aux concurrents ayant terminé dans les dix premiers au classement général.
- Seuls les sept meilleurs résultats (sur onze épreuves) sont retenus pour le décompte final des points.
- Sur onze épreuves qualificatives prévues pour le championnat du monde 1982, dix seront effectivement courues, le Rallye d'Argentine (programmé en juillet) ayant été annulé en cours de saison.

| Pos. | Marque          | Points | M-C  | POR  | SAF  | COR  | ACR | NZ | ARG | BRE | FIN | SAN | RAC |
| ---- | --------------- | ------ | ---- | ---- | ---- | ---- | --- | -- | --- | --- | --- | --- | --- |
| 1    | Opel            | 58     | 10+8 | 4+8  | 9+7  | 7+5  |     |    |     |     |     |     |     |
| 2    | Audi            | 40     | 9+7  | 10+8 | -    | 4+2  |     |    |     |     |     |     |     |
| 3    | Renault         | 28     | 6+4  | -    | -    | 10+8 |     |    |     |     |     |     |     |
| 3=   | Porsche         | 28     | 8+6  | -    | -    | 8+6  |     |    |     |     |     |     |     |
| 5    | Nissan          | 18     | -    | -    | 10+8 | -    |     |    |     |     |     |     |     |
| 6    | Toyota          | 16     | -    | 9+7  | -    | -    |     |    |     |     |     |     |     |
| 6=   | Ferrari         | 16     | -    | -    | -    | 9+7  |     |    |     |     |     |     |     |
| 8    | Citroën         | 14     | -    | 6+8  | -    | -    |     |    |     |     |     |     |     |
| 9    | Ford            | 12     | -    | 7+5  | -    | -    |     |    |     |     |     |     |     |
| 9=   | British Leyland | 12     | -    | -    | 5+7  | -    |     |    |     |     |     |     |     |
| 11   | Subaru          | 10     | -    | -    | 4+6  | -    |     |    |     |     |     |     |     |
| 11=  | Lancia          | 10     | -    | -    | -    | 2+8  |     |    |     |     |     |     |     |
| 13   | Mitsubishi      | 8      | -    | -    | 3+5  | -    |     |    |     |     |     |     |     |

### Pilotes
- Attribution des points : 20, 15, 12, 10, 8, 6, 4, 3, 2, 1 respectivement aux dix premiers de chaque épreuve.
- Seuls les sept meilleurs résultats (sur treize épreuves) sont retenus pour le décompte final des points.
- Sur treize épreuves qualificatives prévues pour le championnat du monde 1982, douze seront effectivement courues, le Rallye d'Argentine (programmé en juillet) ayant été annulé en cours de saison.

| Pos. | Pilote              | Marque        | Points | M-C | SUE | POR | SAF | COR | ACR | NZ | ARG | BRE | FIN | SAN | CIV | RAC |
| ---- | ------------------- | ------------- | ------ | --- | --- | --- | --- | --- | --- | -- | --- | --- | --- | --- | --- | --- |
| 1    | Walter Röhrl        | Opel          | 57     | 20  | 12  | -   | 15  | 10  |     |    |     |     |     |     |     |     |
| 2    | Michèle Mouton      | Audi          | 32     | -   | 8   | 20  | -   | 4   |     |    |     |     |     |     |     |     |
| 3    | Per Eklund          | Saab, Toyota¹ | 25     | -   | 10  | 15¹ | -   | -   |     |    |     |     |     |     |     |     |
| 4    | Stig Blomqvist      | Audi          | 20     | -   | 20  | -   | -   | -   |     |    |     |     |     |     |     |     |
| 4=   | Shekhar Mehta       | Nissan        | 20     | -   | -   | -   | 20  | -   |     |    |     |     |     |     |     |     |
| 4=   | Jean Ragnotti       | Renault       | 20     | -   | -   | -   | -   | 20  |     |    |     |     |     |     |     |     |
| 7    | Guy Fréquelin       | Porsche       | 16     | 10  | -   | -   | -   | 6   |     |    |     |     |     |     |     |     |
| 7=   | Bruno Saby          | Renault       | 16     | 8   | -   | -   | -   | 8   |     |    |     |     |     |     |     |     |
| 9    | Hannu Mikkola       | Audi          | 15     | 15  | -   | -   | -   | -   |     |    |     |     |     |     |     |     |
| 9=   | Ari Vatanen         | Ford          | 15     | -   | 15  | -   | -   | -   |     |    |     |     |     |     |     |     |
| 9=   | Jean-Claude Andruet | Ferrari       | 15     | -   | -   | -   | -   | 15  |     |    |     |     |     |     |     |     |
| 12   | Jean-Luc Thérier    | Porsche       | 12     | 12  | -   | -   | -   | -   |     |    |     |     |     |     |     |     |
| 12=  | Franz Wittmann      | Audi          | 12     | -   | -   | 12  | -   | -   |     |    |     |     |     |     |     |     |
| 12=  | Mike Kirkland       | Nissan        | 12     | -   | -   | -   | 12  | -   |     |    |     |     |     |     |     |     |
| 12=  | Bernard Béguin      | Porsche       | 12     | -   | -   | -   | -   | 12  |     |    |     |     |     |     |     |     |